# Gelej
Gelej é um município da Hungria, situado no condado de Borsod-Abaúj-Zemplén. Tem 32,12 km² de área e sua população em 2015 foi estimada em 580 habitantes.